# Altiport de Méribel
Het vliegveld Méribel (Frans: Altiport de Méribel) is een vliegveld in de Franse Alpen, bij het skidorp Méribel in de gemeente Les Allues in Savoie. Het ligt op een hoogte van 1717 meter boven zeeniveau. Amper 4,5 kilometer oostwaarts ligt het vliegveld Courchevel. Het vliegveld van Méribel wordt voornamelijk gebruikt voor toerisme en recreatie.

## Geschiedenis
Het vliegveld werd op 29 januari 1962 feestelijk geopend door ingenieur Yosef Shidlovsky van de firma Turboméca en Michel Ziegler, zoon van vliegenier Henri Ziegler. Het Franse neologisme 'altiport' werd hier voor het eerst gebruikt. In Méribel vond op 30 januari 1962 de eerste landing plaats in een Frans wintersportoord, één dag voor de eerste landing in Courchevel. De geschiedenis van het vliegveld hangt nauw samen met de vliegmaatschappij Air Alpes (1961–1981) van Michel Ziegler.